# Linnean Society of London

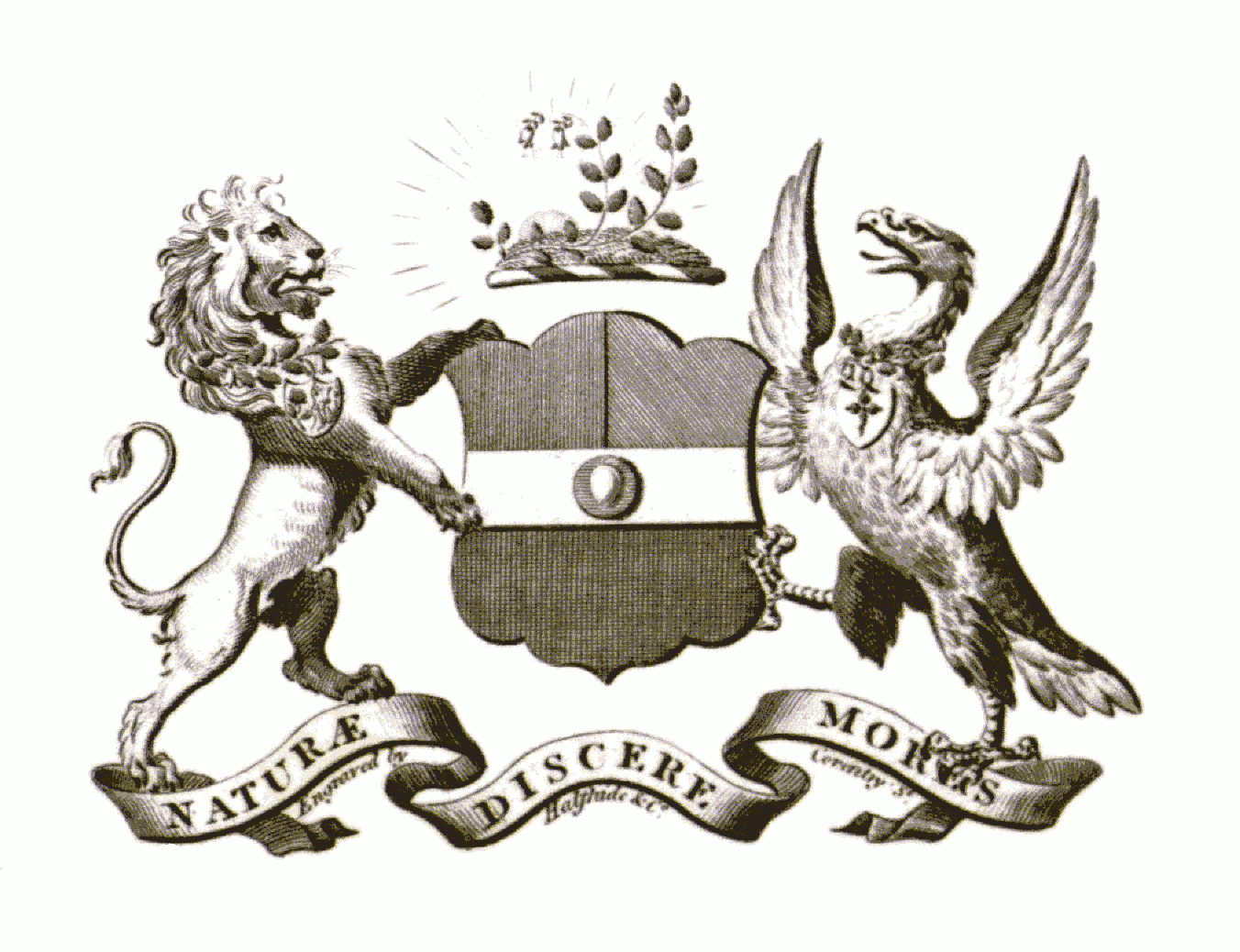
Das seit 1802 geführte Wappen mit dem Wahlspruch „Naturae Discere Mores“

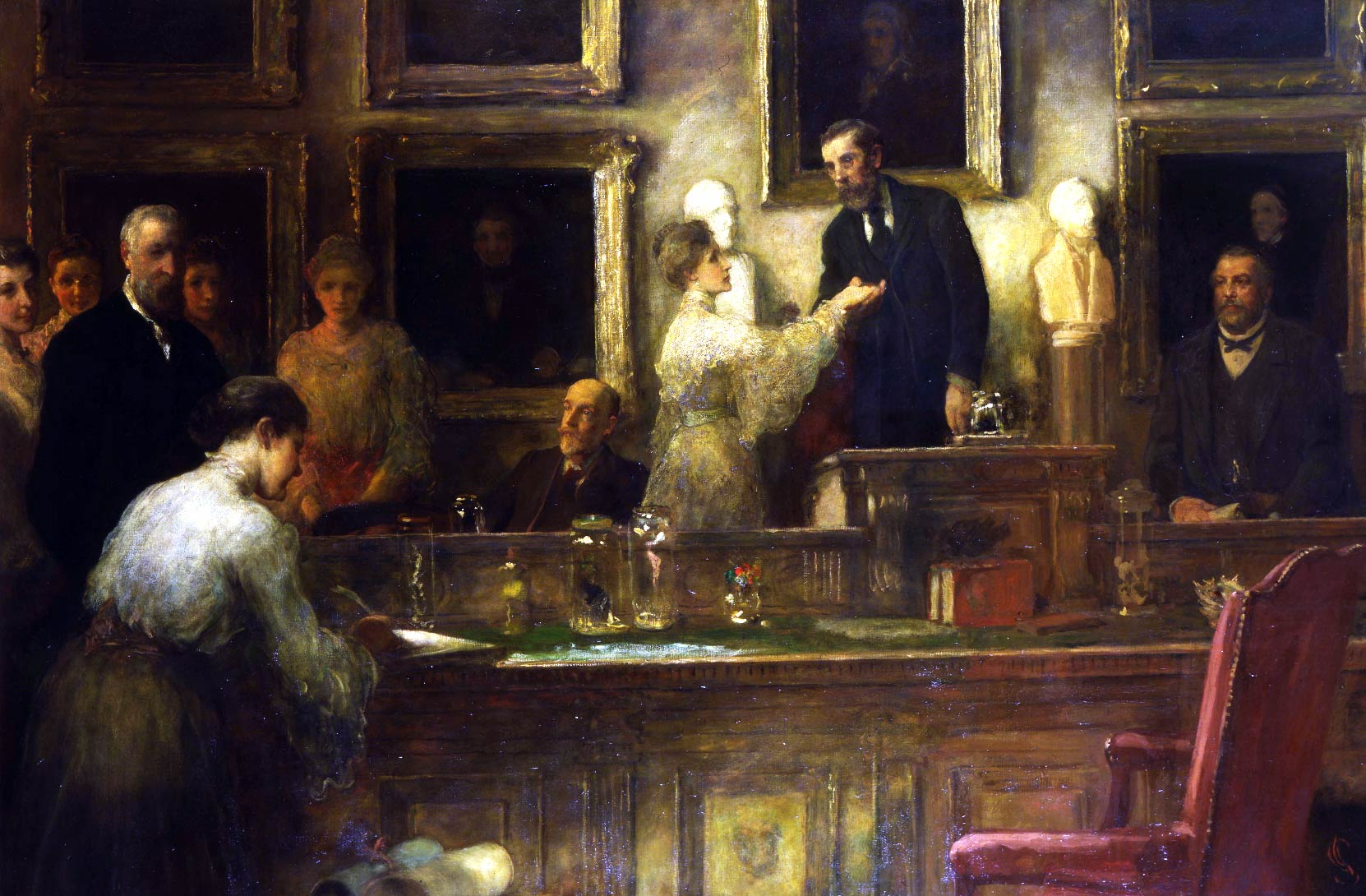
Die ersten weiblichen Mitglieder in der Linnean Society 1905, Gemälde von James Sant

Die Linnean Society of London (deutsch: Linné-Gesellschaft) wurde 1788 gegründet und gilt als eine der ältesten existierenden naturforschenden Gesellschaften. Sie ist nach dem schwedischen Naturforscher Carl von Linné benannt. Seit 1887 hat die Gesellschaft ihren Sitz im Burlington House. Neue Mitglieder werden durch Wahl bestimmt.

## Geschichte
Ende 1787 gründeten der Amateur-Botaniker und Geistliche Samuel Goodenough, später Bischof in Carlisle, der Botaniker und Arzt Sir James Edward Smith und der Entomologe Thomas Marsham die Linnean Society of London. Die ersten Treffen – das erste 1788 – fanden im Haus von Smith in London statt, wo er auch die Botanische Sammlung von Linné verwahrte, wobei Smith mehrfach in London umzog. Sie erhielt festere Formen mit der Veröffentlichung einer Royal Charter 1802.
Der bei der Gründung festgeschriebene Gesellschaftszweck ist „The cultivation of the Science of Natural History in all its branches“, also „Die Pflege der Wissenschaft der Naturgeschichte in all ihren Zweigen“.
Der erste Band der Transactions of the Linnean Society erschien am 13. August 1791. Bis 1875 wurden 30 Bände veröffentlicht. Mit dem siebenten Band von 1804 änderte sich der Titel in Transactions of the Linnean Society of London.

## Sammlungen
Die botanischen und zoologischen Sammlungen von Carl von Linné wurden 1783 von Sir James Edward Smith, dem ersten Präsidenten der Gesellschaft, auf Anraten von Sir Joseph Banks gekauft. Die Sammlungen befinden sich heute in London und umfassen 14.000 Pflanzen, 158 Fische, 1564 Muscheln, 3198 Insekten, 1600 Bücher und 3000 Briefe und andere Dokumente.

## Zeitschriften
Historische
- Transactions of the Linnean Society [of London]. 1791–1875, 30 Bände.
- Proceedings of the Linnean Society of London. 1839–1855, 2 Bände.
- Journal of Proceedings of the Linnean Society (Zoology). 1856–1865, 8 Bände.
  - ab Band 9: The Journal of the Linnean Society (Zoology). 1866–1890, Band 9–20.
- Journal of Proceedings of the Linnean Society (Botany). 1856–1865, 8 Bände.
  - ab Band 9: The Journal of the Linnean Society (Botany). 1865–1884, Band 9–20.

Moderne
Sie bietet Biologen und an Biologie interessierten Laien ein Forum, indem sie zahlreiche Veranstaltungen und Kongresse organisiert und folgende Zeitschriften herausgibt:
- Biological Journal of the Linnean Society – Biologie-Fachzeitschrift
- Botanical Journal of the Linnean Society – Botanik-Fachzeitschrift
- Zoological Journal of the Linnean Society – Zoologie-Fachzeitschrift
- Evolutionary Journal of the Linnean Society – seit 2022 (Open Access)
- The Linnean – vierteljährliches Mitteilungsblatt der Gesellschaft, 2009 ersetzt durch PuLSe.

Thematische Schwerpunkte bilden die Genetik, die Biodiversität, die Systematik und die Pflanzen- und Tier-Taxonomie.

## Medaillen und Preise
Die folgenden Medaillen und Preise werden von der Gesellschaft vergeben:
- Linné-Medaille, gestiftet 1888 zur 100-Jahr-Feier. Sie ist die höchste Auszeichnung der Gesellschaft für wissenschaftliche Arbeit und wird jährlich im Wechsel an einen Botaniker oder einen Zoologen oder (was seit 1958 üblich wurde) an beide im selben Jahr verliehen.
- Darwin-Wallace-Medaille, erstmals vergeben 1908 und (bis 2008) nur alle 50 Jahre, für herausragende Fortschritte in der Evolutionsbiologie.
- H. H. Bloomer Award, gestiftet 1963 durch ein Vermächtnis des Hobby-Naturforschers Harry Howard Bloomer, um einen Amateurforscher auszuzeichnen, der einen bedeutenden Beitrag zur Biologie geleistet hat.
- Bicentenary Award, gestiftet 1978 zum 200. Todestag von Linné. Der Preis wird jährlich verliehen, „um die Arbeit einer Person unter 40 Jahren anzuerkennen“.
- Jill Smythies Award, gestiftet 1986, verliehen für botanische Abbildungen.
- Irene Manton Prize, gestiftet 1990, für die beste Dissertation des Jahres in Botanik im Vereinigten Königreich.

## Präsidenten und Präsidentinnen
1973 wurde Irene Manton als erste Frau Präsidentin der Gesellschaft.
- 2022–2025 Anjali Goswami
- 2018–2022 Sandra Knapp
- 2015–2018 Paul Brakefield
- 2012–2015 Dianne Edwards
- 2009–2012 Vaughan R. Southgate
- 2006–2009 David F. Cutler
- 2003–2006 Gordon McGregor Reid
- 2000–2003 David Smith
- 1997–2000 Ghillean Prance
- 1994–1997 Brian G. Gardiner
- 1991–1994 John G. Hawkes
- 1988–1991 Michael Frederick Claridge
- 1985–1988 William Gilbert Chaloner
- 1982–1985 Robert James Berry
- 1979–1982 William T. Stearn
- 1976–1979 Humphry Greenwood
- 1973–1976 Irene Manton
- 1970–1973 Alexander Cave
- 1967–1970 Arthur Roy Clapham
- 1964–1967 Errol White
- 1961–1964 Thomas Maxwell Harris
- 1958–1961 Carl Pantin
- 1955–1958 Hugh Hamshaw Thomas
- 1952–1955 Robert Beresford Seymour Sewell
- 1949–1952 Felix Eugen Fritsch
- 1946–1949 Gavin de Beer
- 1943–1946 Arthur Disbrowe Cotton
- 1940–1943 Edward Stuart Russell
- 1937–1940 John Ramsbottom
- 1934–1937 William Thomas Calman
- 1931–1934 Frederick Ernest Weiss
- 1927–1931 Sidney Frederic Harmer
- 1923–1927 Alfred Barton Rendle
- 1919–1923 Arthur Smith Woodward
- 1916–1919 David Prain
- 1912–1916 Edward Poulton
- 1908–1912 Dukinfield Henry Scott
- 1904–1908 William Abbott Herdman
- 1900–1904 Sydney Howard Vines
- 1896–1900 Albert Günther
- 1894–1896 Charles Baron Clarke
- 1890–1894 Charles Stewart
- 1886–1890 William Carruthers
- 1881–1886 John Lubbock
- 1874–1881 George James Allman
- 1861–1874 George Bentham
- 1853–1861 Thomas Bell
- 1849–1853 Robert Brown
- 1837–1849 Edward Stanley
- 1833–1836 Edward St Maur
- 1828–1833 Edward Smith-Stanley
- 1788–1828 James Edward Smith